# Желтов, Константин Александрович
Константин Александрович Желто́в (1922 — 2010) — советский учёный, доктор технических наук, лауреат Ленинской премии.

## Биография
Родился 10 августа 1922 года в деревне Курбаки (ныне Костюковичский район, Могилёвская область, Беларусь). После школы работал электромонтером на ТЭЦ, помощником турбомашиниста.
В 1943 году поступил в Московский энергетический институт, окончил его с отличием, специальность «Электрические станции, сети и системы; энергоснабжение».
С января 1949 года работал в Арзамасе-16 (Саров) в КБ-11 (РФЯЦ-ВНИИЭФ). Должности — инженер-электрик отдела 48, научный сотрудник, руководитель группы.
В 1955 году перешёл в созданный в Челябинске-70 НИИ-1011 (позже назывался РФЯЦ-ВНИИТФ — Всероссийский научно-исследовательский институт технической физики).
В 1962—1967 начальник лаборатории, начальник отдела в филиале ВНИИ электромеханики, Истра-2 Московской области.
С 1967 по 2010 год — в НИИ импульсной техники: начальник лаборатории, с 1986 главный научный сотрудник.
Доктор технических наук, старший научный сотрудник (1962), профессор.

## Награды и премии
- Сталинская премия второй степени (1953) — за разработку конструкции основных узлов изделий РДС-6с, РДС-4 и РДС-5 (Постановление Совета Министров СССР от 31 декабря 1953 года).
- Сталинская премия (1955) — за разработки систем подрыва ЯЗ — ???
- Ленинская премия (1960) — за разработку унифицированной системы инициирования ЯБП.
- орден Трудового Красного Знамени (1954)
- медали

## Книги
- Пикосекундные сильноточные электронные ускорители / Константин Александрович Желтов. — М. : Энергоатомиздат, 1991. — 114,[1] с. : ил.
- Пикосекундная субмегавольтная техника. Константин Александрович Желтов. Ин-т стратег. стабильности, 2007 — Всего страниц: 183